# Готфрид Вилхелм Лајбниц
Готфрид Вилхелм Лајбниц (Лајпциг, 1. јул 1646 — Хановер, 14. новембар 1716) био је немачки полихистор. Лајбниц је био филозоф, математичар, проналазач, правник, историчар, дипломата и политички саветник. Дао је значајан допринос у оптици и механици. Сматра се последњим човеком енциклопедијског знања западне цивилизације.
Стекао је образовање из права и филозофије, радио је као секретар у двема најпознатијим племићким породицама у Немачкој (од којих је једна током његовог службовања постала енглеска краљевска породица). Заузима подједнако значајно место како у историји филозофије тако и у историји математике. Установио је инфинитезимални рачун (калкулус, математичка анализа) независно од Њутна, као и бинарни систем који представља основу модерне рачунарске технологије. У филозофији остаће најпознатији по оптимизму, нпр. његов закључак да је Бог створио најбољи свет од свих могућих светова.
Лајбниц је дао велики допринос у физици (оптици и механици) и технологији, као и, што ће се касније утврдити, биологији, медицини, геологији, теорији вероватноће, психологији, информатици. Писао је на латинском, француском и немачком и то о политици, праву, етици, теологији, историји и филологији. Иако је много писао, мало тога је објављено.

## Биографија
Син лутеранског професора моралне филозофије Фридриха, Лајбниц је преко библиотеке свога оца развио интересовање за широк круг предмета. Са 12 година је научио латински без ичије помоћи. Са само 14 година је уписао универзитет у Лајпцигу, а потом је учио у Јени и Алтдорфу, где је 1666. године стекао докторат из права са само двадесет година. Лајбницов таленат ће се вишеструко испољити како у праву, религији, дипломатији, филозофији, тако и у математици.
Умро је заборављен, у Хановеру 14. новембра 1716. године, савладан болешћу и усред спора око свог проналаска инфинитезималног рачуна. Његов гроб обележен је тек после 50 година, односно 1766. године.

## Рад
Каријеру је започео као адвокат и дипломата, у почетку радећи за изборног кнеза од Мајнца током 1667. године и на том послу је извршио кодификацију законских прописа града. Радио је и за војводе Брауншвајг – Линебург као библиотекар и саветник (1676—1716). Године 1700. помогао је при оснивању Берлинске академије наука и постао њен први председник.
Током путовања у Париз 1673. и 1676. године, Кристијан Хајгенс га је заинтересовао за текући рад у математици и Лајбниц се бавио овим радом у својим слободним тренуцима, да би остварио сјајна открића како у инфинитезималном рачуну (независно од Њутна), тако и у комбинаторичкој анализи, диференцијалном и интегралном рачуну.
У исто то време Лајбниц је био веома заузет успостављањем законских права легитимних и многих нелегитимних чланова домаћинства три изборна кнеза којима је редом служио. Често у покрету и помно бележећи своје мисли о многим стварима, он се истовремено бавио дипломатијом и прављењем планова за француску инвазију на Египат. Такође, ангажовао се у неуспешном покушају да уједини католичку и протестантску цркву 1683. Када је његов први послодавац, изборни кнез оа Хановера, био на путу да постане Џорџ I од Енглеске, Лајбниц је отпуштен и остављен да пише историју породице Брунсвик.
Током свог боравка у Паризу значајно је проширио знања из математике и физике, сусрео се са водећим француским филозофима тога времена и проучавао је дела Декарта и Паскала.
Године 1674. је почео да ради на инфинитезималном рачуну, а најранији подаци о употреби овог рачуна налазе се у његовим белешкама из 1675. године. До 1677. године је разрадио кохерентан систем инфинитезималног рачуна, али га није објавио све до 1684. године. Лајбницова најзначајнија математичка открића су објављена између 1682. и 1692. године, углавном у часопису Acta Eruditorum, који су он и Ото Менке основали 1682. године. Овај часопис је имао значајну улогу у унапређењу Лајбницове репутације математичара и научника, што је допринело да буде цењен и у дипломатији, историји, теологији и филозофији.
Године 1711. Џон Кил је пишући за часопис Краљевског друштва и уз Њутнову подршку оптужио Лајбница за плагирање Њутновог инфинитезималног рачуна, што је довело до јавне расправе о томе ко је први открио инфинитезимални рачун. Тек су историчари математике од 1900. године па надаље истакли значајне разлике између Лајбницове и Њутнове верзије инфинитезималног рачуна и тиме доказали да Лајбниц није плагирао Њутна.

## Филозофија
Лајбниц је настојао да измири материјализам и спиритуализам, али је остао спиритуалист. Разуму је придавао одлучну предност у односу на чула. Најпознатије му је учење о монадама. Лајбниц даје увид „да једна супстанца уопште не може на природан начин бити неделатна“. По њему је неко сазнање или тамно или јасно, а јасно, опет, или адекватно или неадекватно, симболичко или интуитивно; савршено сазнање је истовремено адекватно и интуитивно. Лајбниц је категорије омеђио на шест: супстанција, квантитет, квалитет, релација, акција и пасија (трпљење).

### Монаде
Просторно – временски свет материјалних ствари и бића састоји се из монада, од којих не постоје две апсолутно исте, ни два иста тренутка у животу једне монаде (принцип идентитета неразлучивог). Монаде су духовне суштине, а извор им је у Богу као највишој монади. Бог је удесио да унутрашња активност сваке монаде буде у хармонији са активношћу свих осталих (учење о престабилизованој хармонији), па је свет савршено јединствен иако га чине индивидуалне супстанције. Између монада не постоје узрочно – последични односи, иако је свако стање монаде узрок њеном следећем стању, а истовремено последица претходног.
Лајбниц назива људску душу духовним аутоматом, јер она сва своја стања развија из саме себе. Он је појам душе изразио с идеалистичког становишта, а њему су се придружили сви други новији идеалисти. Према Лајбницу се стварност састоји из једног бесконачног броја бестелесних простих појединачних супстанција, чија је унутрашња суштина снага представљања. Али такве суштине су душе, а Лајбниц их отуда назива ames или, на основу њихове јединствености, монаде. Отуда код Лајбница само душе чине стварност: све монаде је путем темељних разлика снаге представљања и мањег и већег савршенства које почива на њој творац довео у једном заувек успостављену хармонију (престабилизована хармонија); свака је створена с обзиром на другу. Ако је у једној монади толико савршенства колико у другима несавршености, онда оне свеукупно образују агрегат монада, од којих прва функционише као централна монада. Чулна представа таквог агрегата монада схвата такав агрегат као тело. Људска душа је посебно једна таква централна монада која путем размене својих представа стоји такође у узајамним односима према свом телу и у себи укључује развој путем отицања и притицања делова. Лајбницу се прикључује Кристијан Вулф за кога је душа проста супстанција са снагом да себи представља свет (vis repraesentativa universi).
Лајбниц наглашава да две ствари никада нису потпуно једнаке и да увек постоје несвесна чулна опажања (перцепције) која одређују деловање. Његов принцип идентитета неразлучивог тврди да су личност X и личност Y идентичне ако и само ако деле иста суштинска нерелацијска својства. Његова „Теодицеја“ (1710) покушава да помири доброту о Богу са постојањем зла у свету, претпостављајући да је само Бог савршен и да је овај свет „најбољи од свих могућих светова“. Овај став исмејан је у комичном Волтеровом роману Кандид.

## Логика
Лајбниц је измислио универзални језик за логику и као младић почео да проучава симболичку логику. Од њега потичу први покушаји да се логика формулише као аксиоматски систем. Такође је предузео прве покушаје да логику обрађује у оквиру формалних рачуна. Израз који је Лајбниц користио за симболичку логику коју је развио је characteristica universlis, „општа одлика или вештина означавања“.
Лајбниц је веровао да се људско размишљање, резоновање може свести на рачун врста, класа и да такав рачун може да разреши многа неслагања, разлике у мишљењима: „Једини начин да исправимо наше мишљење је да га учинимо опипљивим, стварним попут математичара, тако да кад откријемо нашу грешку, и када постоје спорови, неслагања међу људима можемо просто рећи: Хајде да израчунамо (calculemus) без даље препирке и да видимо ко је у праву“.

### Формална логика
Лајбниц је најважнији логичар од времена Аристотела па до 1847. године, када су Џорџ Бул и Аугустус Де Морган издали књиге које уједно представљају почетак модерне формалне логике. Лајбниц је изнео главне карактеристике онога што називамо конјункција, дисјункција, негација, идентитет, подскупови и празни скупови.
Основни принципи Лајбницове логике, и оправдано целе његове филозофије могу се свести на два основна принципа:
1. све наше идеје су састављене од врло малог броја простих идеја које чине алфабет људске мисли (људског размишљања),
2. комплексне (сложене) идеје настају из ових простих идеја једнообразном и симетричном комбинацијом, аналогно аритметичком множењу.

Лајбниц није објавио ништа о формалној логици за живота; већина онога што је написано на ту тему постоји у облику радних белешки.

## Математика
Иако се математичко схватање функције имплицитно користило у тригонометрији и логаритамским таблицама, које су постојале у то време, Лајбниц их је први 1692. и 1694. године применио експлицитно како би означио неки од више геометријских концепата који потичу од криве, као што су апсциса, ордината, тангента, тетива и вертикала. У 18. веку „функција“ је изгубила овакве геометријске асоцијације.
Лајбниц је први увидео да се коефицијенти система линеарне једнакости могу представити као низ, познатији као матрица, који се може искористити да би се пронашло решење система. Овај метод је касније назван Гаусова елиминација.
Након што је поставио своју конструкцију инфинитезималног рачуна почела је његова жестока дискусија с Њутном о праву првенства. Лајбниц је свој рад објавио после Њутна, након 1665. године, али независно од њега. Нотацију која се данас користимо у инфинитезималном рачуну потиче од Лајбница. Мањи део његовог рада био је о бесконачним низовима, где је 1674. године открио релацију између π и свих других непарних бројева: π / 4 = 1 – 1/3 + 1/5 – 1/7 + 1/9... коју је раније пронашао Дејвид Грегори.
У математици Лајбниц је истраживао идеју о универзалном математичко – логичком језику заснованом на бинарном систему. Супротно од Лајбницове идеје, све машине за рачунање које су касније конструисане користиле су декадни систем за рачунање.
Године 1672. Лајбниц је изумео машину за рачунање која је била далеко боља од Паскалове која је могла само да сабира и одузима; Лајбницова је могла још и да множи, дели и рачуна квадратни корен.
Лајбниц је 1697. године први представио бинарни систем, односно бројевни систем у којем се уз помоћ само две цифре 0 и 1 може приказати сваки број (док се у обичном декадном систему користи десет цифара 0 ..... 9). Декадно 1 се притом у бинарном систему појављује као 1 (1x2°), 2 као 10 (1x2¹ + 0x2°), 3 као 11 (1x2¹ + + 1x2°), 4 као 100 (1х2² + 0x2¹ + 0x2°) итд. У модерној обради података спроводи се бинарни систем, стога што се његове цифре 0 и 1 лако придружују електричним стањима УКЉУЧЕНО и ИСКЉУЧЕНО, а тиме се сваки број може представити неким низом таквих стања. Појам диференцијал увео је Лајбниц за означавање локалне
(тачкасте) линеарне апроксимације: при образовању диференцијалног количника
dy:dx = f(x); изрази dy и dx означавају се као диференцијали.

### Инфинитезимални рачун
Лајбниц је заслужан, заједно са Исаком Њутном, за откриће инфинитезималног рачуна. Према Лајбницовим белешкама до пресудног открића дошло је 11. новембра 1675. године када је по први пут применио интегрални рачун како би пронашао домен функције y = x. Лајбниц је увео неке нотације које су се задржале до данас, као што су рецимо знак ∫ (који потиче од латинске речи summa) и d које означава диференцијале (од латинске речи differentia). Лајбниц о свом инфинитезималном рачуну није објавио ништа све до 1684. године. Слободно се користио математичким ентитетима називајући их инфинитезималима, сугеришући да они имају парадоксалне особине
(квалитете).

## Физика
Лајбниц је изумео (створио) нову теорију кретања (динамике) засновану на кинетичкој енергији и потенцијалној енергији, а која се залаже за то да је простор релативан, док Њутн сматра да је простор апсолутан.
Лајбницова „vis viva“ („жива сила“) јесте непроменљива математичка особина одређеног механичког система. Она се може посматрати као посебан случај одражавања енергије.

## Филологија
Лајбниц је био завидан студент језика, посебно заинтересован за вокабулар и граматику. Порицао је широко распрострањено веровање у хришћанском образовању његовог времена, да је хебрејски првобитни језик људске расе. Бавио се пореклом словенских језика, био је свестан постојања санскрита као и његовог значаја, и фасцинирао га је класичан кинески језик.

## Природа
Природнонаучни појам континуитета први је одредио Аристотел. До обухватнијег значења он долази код Лајбница у убеђењу да природа не чини скокове (natura non facit saltus), да се све уплиће у целину. Овој представи је дао израз у такозваном закону континуитета (lex continui), при чему је применом овог закона побијао физику Декарта и Малбранша.
„Ништа се не догађа у једном удару, а једно је од мојих најважнијих начела да природа никад не чини скокове. Овај сам став назвао законом континуитета“, каже Лајбниц. Модерна теоријска физика од развоја квантне теорије и њеног уобличења
(квантна механика), напротив, радије пак претпоставља дисконтинуалне, у смислу овог навода „скоковите“ прелазе од једног у неко друго стање.
Лајбниц је увео појам актуелно бесконачног који је прихватио и Имануел Кант. Први је увео појам инволуције (involution), што је по њему развој према смрти, насупрот еволуцији, развој према животу.

## Право
Према Лајбницу целокупно право служи заједничком добру, које је он гледао као одржавање и напредовање универзума. У првом реду самог божанског светског поретка, у другом реду људског рода и у трећем реду државе.

## Одабрана дела
- 1666.
- 1671.
- 1673.
- 1684.
- 1686.
- 1705.
- 1710.
- 1714.

„Теодикеја“ и „Монадологија“ су му капитална и најзначајнија дела. Преведени су:
- Метафизичка расправа (Metaphysische Abhandlung) (прев. „Расправа о метафизици“, In:  Лајбниц, Изабрани филозофски списи, Напријед, Загреб, (1980). pp. 108–152)
- Монадологија (Monadologie) (у преводу: Култура, Београд, 1957; 2у Изабрани филозофски списи, Напријед, Загреб, 1980,
- Нови огледи о људском разуму (Nouveaux essais sur l'entendement humain) (превод: '"Веселин Маслеша“, Сарајево, 1986); Друго издање на српском: БИГЗ, превод са француског др Милана Тасића, Београд, 1995)

### Секундарна литература до 1950.
- Du Bois-Reymond, Paul, 1974. Leibnizsche Gedanken in der neueren Naturwissenschaft, Berlin: Dummler, 1871 (reprinted in his Vorträge über Philosophie und Gesellschaft, Hamburg: Felix Meiner).
- Couturat, Louis, 1901. La Logique de Leibniz. Paris: Felix Alcan.
- Heidegger, Martin, (1983). The Metaphysical Foundations of Logic. Indiana University Press. (lecture course, 1928).
- Lovejoy, Arthur O., 1957 (1936). his, ур. (1972). „Plenitude and Sufficient Reason in Leibniz and Spinoza”. Leibniz: A Collection of Critical Essays. Anchor Books.. Harvard University Press: 144–82. Reprinted in Frankfurt, H. G., (ed.), 1972. .
- Mackie, John Milton; Guhrauer, Gottschalk Eduard, 1845. Life of Godfrey William von Leibnitz. Gould, Kendall and Lincoln.
- Russell, Bertrand, 1900, A Critical Exposition of the Philosophy of Leibniz, Cambridge: The University Press.
- Smith, David Eugene (1929). A Source Book in Mathematics. New York and London: McGraw-Hill Book Company, Inc.
- Trendelenburg, F. A., 1857, "Über Leibnizens Entwurf einer allgemeinen Charakteristik," Philosophische Abhandlungen der Königlichen Akademie der Wissenschaften zu Berlin. Aus dem Jahr 1856, Berlin: Commission Dümmler. pp. 36–69.
- Ward, A. W., 1911. Leibniz as a Politician (lecture)

### Секундарна литература након 1950.
- Adams, Robert Merrihew. 1994. Leibniz: Determinist, Theist, Idealist. New York: Oxford, Oxford University Press.
- Bos, H. J. M. (1974). „Differentials, higher-order differentials and the derivative in the Leibnizian calculus”. Archive for History of Exact Sciences. 14: 1—90. ISSN 0003-9519. S2CID 120779114. doi:10.1007/bf00327456.
- Stuart Brown (ed.), 1999. The Young Leibniz and His Philosophy (1646–76), Dordrecht, Kluwer.
- Davis, Martin, 2000. The Universal Computer: The Road from Leibniz to Turing. WW Norton.
- Deleuze, Gilles, (1993). The Fold: Leibniz and the Baroque. University of Minnesota Press..
- Finster, Reinhard; van den Heuvel, Gerd (2000). Gottfried Wilhelm Leibniz. Mit Selbstzeugnissen und Bilddokumenten. 4. izdanje. Rowohlt, Reinbek bei Hamburg (Rowohlts Monographien, 50481). ISBN 978-3-499-50481-5.
- Grattan-Guinness, Ivor, 1997. The Norton History of the Mathematical Sciences. W W Norton.
- Hamza, Gabor, 2005. "Le développement du droit privé européen". ELTE Eotvos Kiado Budapest.
- Jolley, Nicholas, ed., (1995). The Cambridge Companion to Leibniz. Cambridge University Press..
- Kaldis, Byron, 2011. Leibniz' Argument for Innate Ideas in Just the Arguments: 100 of the Most Important Arguments in Western Philosophy edited by M Bruce & S Barbone. Blackwell.
- Luchte, James (2006). „Mathesis and Analysis: Finitude and the Infinite in the Monadology of Leibniz”. Heythrop Journal. 47 (4): 519—543. doi:10.1111/j.1468-2265.2006.00296.x.
- Mates, Benson, (1986). The Philosophy of Leibniz: Metaphysics and Language. Oxford University Press..
- Mercer, Christia, (2001). Leibniz's Metaphysics: Its Origins and Development. Cambridge University Press..
- Perkins, Franklin, (2004). Leibniz and China: A Commerce of Light. Cambridge University Press..
- Riley, Patrick, (1996). Leibniz's Universal Jurisprudence: Justice as the Charity of the Wise. Harvard University Press..
- Rutherford, Donald, (1998). Leibniz and the Rational Order of Nature. Cambridge University Press..
- Schulte-Albert, H. G. (1971). „Gottfried Wilhelm Leibniz and Library Classification”. The Journal of Library History. (1966-1972), (2). 133–152.
- Zalta, E. N. (2000). „A (Leibnizian) Theory of Concepts” (PDF). Philosophiegeschichte und logische Analyse / Logical Analysis and History of Philosophy. 3: 137—183. doi:10.30965/26664275-00301008.